# کاکوتی سرسان
کاکوتی سرسان (نام علمی: Ziziphora capitata) نام یک گونه از سرده کاکوتی است.